# Chernes cimicoides
Espèce
Synonymes
- Scorpio cimicoides Fabricius, 1793
- Chelifer fasciatus Leach, 1815
- Chelifer olfersii Leach, 1817
- Chelifer geoffroyi Leach, 1817
- Chernes mengei L. Koch, 1873
- Chelifer cimicoides basiléensis Ellingsen, 1906
- Chernes cimicoides caucasicus Kobakhidze, 1965

Chernes cimicoides est une espèce de pseudoscorpions de la famille des Chernetidae.

## Distribution
Cette espèce se rencontre en Espagne, en France, au Royaume-Uni, en Irlande, aux Pays-Bas, en Belgique, au Luxembourg, en Allemagne, au Danemark, en Norvège, en Finlande, en Suède, en Lettonie, en Pologne, en Tchéquie, en Slovaquie, en Hongrie, en Autriche, en Italie, en Slovénie, en Croatie, en Serbie, en Grèce, en Bulgarie, en Turquie, en Géorgie, en Arménie, au Kazakhstan et en Russie.

## Publication originale
- Fabricius, 1793 : Entomologia systematica emendata et aucta. Secundum classes, ordines, genera, species adjectis synonymis, locis, observationibus, descriptionibus. vol. 2. p. 1-519.